# Leo den siste
Leo den siste (engelska: Leo the Last) är en brittisk dramakomedi från 1970 i regi av John Boorman.
Filmen är baserad på George Taboris pjäs The Prince.

## Utmärkelser
Filmen vann Prix de la mise en scène vid filmfestivalen i Cannes 1970.

## Rollista i urval
- Marcello Mastroianni - Leo
- Billie Whitelaw - Margaret
- Calvin Lockhart - Roscoe
- Graham Crowden - Max
- Gwen Ffrangcon Davies - Hilda
- Vladek Sheybal - Laszlo
- Kenneth J. Warren - Kowalski
- David de Keyser - David